# مشروع تريفور
مشروع تريفور  هو عبارة عن مؤسسة أمريكية غير ربحية أنشئت عام 1988، وهي  تركز على الاهتمام بالجهود المبذولة في منع الانتحار بين شباب السحاقيات، والمثليين، ومزدوجي التوجه الجنسي، والمتحولين جنسياً، وأحرار الجنس، والمتحيرين جنسياً (مجتمع الميم).
يوفر المشروع رقم هاتف مجاني للخط الساخن الخاص به «خط تريفور للسلامة» والذي يقدم من خلاله خدمة سرية تتيح الاتصال بمستشارين مدربين. وتتمثل الأهداف المعلنة للمشروع في تقديم خدمات التدخل في الأزمات ومنع الانتحار لكل من السحاقيات، والمثليين، ومزدوجي التوجه الجنسي، والمتحولين جنسياً، وأحرار الجنس، والمتحيرين جنسياً (مجتمع الميم) من الشباب الذين تقل أعمارهم عن 25 عاماً، بالإضافة إلى تقديم الخدمات الإرشادية والموارد المناسبة للآباء والمعلمين من أجل تعزيز بيئة آمنة ومتفهمة وشاملة لكل الشباب في المنزل والمدرسة على حد سواء.